# Līgatnes pagasts
Līgatnes pagasts er en territorial enhed i Līgatnes novads i Letland. Pagasten havde 2.806 indbyggere i 2010 og 2517 indbyggere i 2016 og omfatter et areal på 160,60 kvadratkilometer. Hovedbyen i pagasten er Augšlīgatne.